# Валоријате
Валоријате (итал. Valloriate) је насеље у Италији у округу Кунео, региону Пијемонт.
Према процени из 2011. у насељу је живело 166 становника. Насеље се налази на надморској висини од 785 м.

## Становништво
| 1931. | 1936. | 1951. | 1961. | 1971. | 1981. | 1991. | 2001. | 2011. |
| ----- | ----- | ----- | ----- | ----- | ----- | ----- | ----- | ----- |
| 1.223 | 1.072 | 877   | 605   | 454   | 325   | 206   | 166   | 121   |